# Richard Križan
Richard Križan (Palást, 1997. szeptember 23. –) szlovák korosztályos válogatott labdarúgó, a szlovák Slovan Bratislava játékosa.

## Pályafutása

### Klubcsapatokban
A Nitra akadémiájáról került az első csapatba. 2016. május 21-én mutatkozott be az első csapatban a Tatran Prešov elleni másodosztályú bajnoki mérkőzésen. 2017. március 26-án a Spartak Trnava B csapata ellen megszerezte első bajnoki gólját. Május 13-án második gólját szerezte meg a VSS Kosice ellen. Július 22-én az MŠK Žilina ellen mutatkozott be az élvonalban. 2018. szeptember 1-jén szerezte meg első gólját az élvonalban, a Zlaté Moravce ellen 4–1-re megnyert találkozón.
2019. január 25-én két és fél évre aláírt a Puskás Akadémia csapatához.

### A válogatottban
2018. szeptember 6-án mutatkozott be a szlovák U21-es labdarúgó-válogatottban az olasz U21-es labdarúgó-válogatott ellen, a 85. percben Denis Vavro cseréjeként.

## Sikerei, díjai
Slovan Bratislava
- Szlovák bajnok: 2021–22, 2022–23